# LoGiRL
LoGiRL（ロガール）は、テレビ朝日が2015年から2017年まで運営していた動画配信サービスであり、同じくテレビ朝日が開設したポータル「favclip」の1ジャンルとなっていた。
2019年にはlogirl（読みは同じながら全て小文字）として、テレ朝動画のガールズコンテンツ見放題サービスの名称として復活した。

## 概要
2015年1月14日に開設された、「女のコ」にスポットを当てたガールズコンテンツ情報サイト。サイト名は「log（記録）」と「girl（少女）」を組み合わせた造語。毎週月曜から金曜の7～11時に生配信番組を配信している他、私服photoやグラビア、アイドル動画なども掲載されている。
生配信自体は無料で閲覧でき、一ヶ月は「見逃し配信」として無料である。それを過ぎたものは有料会員サービスの「LoGiRL Prego」で閲覧が可能である。LoGiRL Pregoは「テレ朝動画」で配信中の番組をはじめ、LoGiRLオリジナル動画などさまざまなコンテンツを 初月無料 （月額800円）で視聴可能な「見放題サービス」 であり、ここでは一括して扱う。
2017年3月31日閉鎖。

### 配信されていた番組
- 武藤彩未のIroDOLi（2015年1月21日 - 2015年12月16日）
- 東京女子流mei's＊ダンササイズスタジオ（木19:00～：2015年1月22日 - 2016年4月20日）
- ベイビーレイズJAPAN 目指せ！全国制覇！ (2015年1月22日 - 2016年6月17日）
- 杏璃と明日香のアレ！？８時（隔週水曜20時：2015年1月23日-2016年04月27日）
  - 出演：杉原杏璃、岸明日香。2015年11月20日までは「アンリとアスカのまだ10時」という題名で金22:00～配信されていた。
- LinQのしゃべらんと知らんよ（水20:00～：2015年2月18日 - 2016年4月20日）
- 東京パフォーマンスドールの「Lo本木ハッカーズナイト」（2015年1月23日 - 2016年7月28日）
- 高橋ユウと横地尚子の恋する週末（2015年1月23日- 2015年10月30日）
  - 2015年5月1日までは「たかはしよこちの高横家」という題名であった。
- ミスiDのアピールボード（2015年1月23日 - 2015年4月24日）
- みみめめMIMIる（2015年1月27日 - 2015年7月7日）
- PASSPO☆のサシ飲ミ（火22:00～：2015年2月24日 - 2015年8月14日）
- 「ハナエ嬢と内田執事の“チョーカー着けてて何が悪い！”」（2015年5月25日-2016年1月26日）
  - ハナエ・内田正樹
- サイサイてれび！おちゃの娘サイサイ生配信（火20:00～：2015年1月20日-2016年7月5日）
  - SILENT SIREN
- 夢眠ねむと根本宗子のねむねも（火21:15～：2015年1月19日-2016年12月20日）
- イヤホンズの戦略会議室β（隔週木20:00～：2015年12月10日-2016年12月22日）
- さくら学院の放課後！～学んdeマンデー！～（月19:00～：2015年1月20日-2017年3月30日）
- 清竜人25の今夜もハーレムNIGHT（月20:00～：2015年1月19日-）
- 川上アキラの人のふんどしでひとりふんどし（火19:00～：2015年1月20日-2017年3月28日）
- あやまおうのリニューアルしたよ（木19:00～：2016年6月2日-2017年3月30日）
  - 古坂大魔王、梅田彩佳。2015年11月26日-2016年5月26日までは「あやまおうの新番組はじまったよ。」という番組名で、2016年6月2日配信分から現番組名。
- 明坂聡美のよめいり！（隔週木20:00～：-2017年3月30日）
- 8（エイト）がやらねば誰がやる！（金19:00～：2016年1月15日-2017年3月31日）

## その他LoGiRL Pregoで閲覧可能であったコンテンツ
- ももクロChan
  - ももいろクローバーZ
- 梅田彩佳 卒業ドキュメント
- 梅田彩佳「ぷらむ」会員限定イベント
- でんぱの神神
  - でんぱ組.inc
- Team88ラッチ!!
  - AKB48
- スクープ8見！88ラッTeam 8！
  - AKB48
- ゆるしゃち
  - チームしゃちほこ
- コント野郎☆愛を魅せて
  - 風男塾、PASSPO☆
- サイサイてれび！生配信
  - Silent Siren
- 女子流♪
  - 東京女子流
- ももクロ式見学ガイド もも見!!
  - ももいろクローバーZ
- LinQ♥LinK
  - LinQ
- バンドじゃないもん！特別配信 「バンもんジャー！」
- えなコレ☆
  - えなこ、ゴー☆ジャス
- まねきテレ！
  - まねきケチャ
- Future LoGiRL
  - ニューカマーを探すため、期間限定で行われた生配信。
    - 【動画】Future LoGiRL「La PomPonのP.P.Presentation！」
    - 【動画】Future LoGiRL「まねきケチャのまねきテレ！」
    - 【動画】西恵利香のFuture LoGiR
- 「杏璃と明日香のアレ!? 8時」特別編
- イヤホンズ LIVE動画
  - 【LIVE動画】「イヤホンズ vs Aice?～それがユニット！NHKホール公演」（147分）
  - 【LIVE動画】イヤホンズ単独1stライブ at 原宿アストロホール（8分）
- 杉原杏璃＆岸明日香｜生着替えコスプレ
  - 「杏璃と明日香のアレ!? 8時」内でコスプレ衣装で撮りおろした特別グラビア
- 水着グラビア「LoGRA」
  - いま注目のグラビアアイドルたちを、おしゃれでセクシーに撮りおろすこのグラビアシリーズが目指すのは“デジタル世代のピンナップ”。
- 映画
  - 【映画】闇金ウシジマくん
  - 映画「シロメ」
  - 映画「桜姫」【R15＋指定映画】
  - 映画「グレイトフルデッド」【R15＋指定映画】
  - 映画「スクールガール・コンプレックスー放送部篇ー」
  - 映画「七つまでは神のうち」
  - 映画「瞬 またたき」
  - 映画「猿ロック THE MOVIE」
  - 映画「ヒトコワ3　-ほんとに怖いのは人間-」
  - 映画「ヒトコワ2　-ほんとに怖いのは人間-」
  - 映画「ヒトコワ　-ほんとに怖いのは人間-」